# Йоаникий II
Йоаникий II е православен светец, който е изпърво сръбски архиепископ от 1338 до 1346 г., а след това е първия печки патриарх от 1346 до 1354 г. По род е българин.

## Биография
Роден е от благочестиви родители в околностите на Призрен. Крал Стефан Душан (1331-1355) го взема в двора си като свой логотет. След смъртта на архиепископ Данило II (1324-1337) е избран на 3 януари 1338 г. за сръбски архиепископ от църковния събор.
За да бъде коронасян като цар, крал Стефан Душан има нужда от патриаршия начело с патриарх. За целта е свикан нарочен църковно-народен събор в Скопие, който издига дотогавашната архиепископия в патриаршия, съответно издига Йоаникий от архиепископ в ранг патриарх. Провъзгласяването е извършено с помощта на търновския патриарх Симеон, охридският архиепископ Николай със църковните си управи, и светогорската прота, игумени и старци.
По този начин архиепископ Йоаникий II става първи печки патриарх, титулован като такъв "на цяла Сърбия и Поморието", сиреч патриарх на „всички сръбски и поморски земи“. След провъзгласяването на патриаршията, Скопската митрополия става първа катедра на Печката църква. Първият сръбски патриарх Йоаникий построява две православни църкви в Светите земи. Първата е посветена на Св. Илия, и е издигната на библейската планина Кармел, а на планината Тавор е издигнат православен храм, посветен на Преображение Господне.
Патриарх Йоаникий се упокоява през 1354 г., след като по време на война с унгарците, цар Душан поискал среща с него в манастира Жича. По време на престоя си в манастира Йоаникий се разболява и моли да бъде върнат в Печ, но по пътя умира. Тялото му е положено в средната църква на Печката патриаршия, църквата на Светите апостоли, където се съхранява и до днес.
Православната църква го почита като светец на 3 септември по юлианския календар, а по григорианския календар – на 16 септември.